# Ruzwana Bashir
Ruzwana Bashir, född 28 juli 1983, är en brittisk entreprenör med pakistanskt ursprung. Hon är grundare och VD av Peek.com, ett reseföretag baserat i San Francisco, Kalifornien. Hon har valts ut av Vanity Fairs Next Establishment, Forbes' 30 Under 30 i Teknik och Fast Company's 100 Most Creative People.

## Utbildning
Bashir föddes i Skipton och studerade vid Skipton Girls' High School i North Yorkshire. Hon studerade sedan på Oxford University, där hon blev Ordföranden av Oxford Union..
Efter Oxford University, tog Bashir en Fulbright-Stipendiat vid Harvard Business School, där hon även fick en MBA.

## Karriär
Bashir arbetade inom privatkapital hos Blackstone Group och investment banking på Goldman Sachs i London. Hon arbetade sedan på Gilt Groupe, och var en del av de ursprungliga teamet på art.sy i New York.
2012 grundade Bashir Peek en marknadsplats för resenärer och lokalbefolkningen att boka aktiviteter på resmålen. Peek, där Bashir är VD, har fått finansiering från investerare, så som Eric Schmidt, Jack Dorsey, och David Bonderman. Bashir träffade Peeks grundare och chief technology officer, Oskar Bruening, i New York och i slutet av dagen bestämde de sig för att starta ett företag tillsammans. I november 2013, presenterade Bashir att Peek utvecklat Peek Pro, en rad av backend-verktyg för att hjälpa researrangörer driva sina företag. Och i december 2013, Peek lanserade en mobil-app-version av sin webbplats.
2014, meddelade Peek att det hade tillfört $5 miljoner i ny finansiering.
Sedan grundandet Peek.com, har Bashir nämnts som en av de mest kraftfulla kvinnorna inom teknik tillsammans med Sheryl Sandberg och Marissa Mayer. Under samma år så fick hon titlarna the Most Promising Women Entrepreneurs av Fortune, en av the Most Influential Women in Business av the San Francisco Business Times och en av Glamour's "35 Under 35 Who Are Changing the Tech Industry." Peek fick samtidigt utmärkelsen att vara en av de 50 bästa webbsidorna 2014 av Time och en av världens 10 mest innovativa företag inom resor av Fast Company.

## Oxfordkarriär
Bashir gick New College vid Oxford University för att läsa Filosofi, Politik och Ekonomi.
Bashir valdes till ordförande i universitetets, Oxford Union, debattklubb. Under sin tid som ordförande, så fixade Bashir gästtalare så som Senator John McCain, Michael Heseltine, Norman Lamont, Kenneth Clarke, John Redwood, David Trimble, Tom Ford, Hans Blix, och José María Aznar. 2004 träffade  Bashir Boris Johnson (själv en före detta ordförande för Unionen), och i oktober besökte Johnson, Oxford för att tala i en debatt med rubriken "This House has No Confidence in Her Majesty’s Government."
Bashir valdes i mars 2004, och slog James Forsyth. Hon stod inför en domstol, anklagad för oregelbundna kundbearbetning, i form av uppvaktning av röster i hennes college på valdagen. Bashirs vänner sade att oppositionen till henne var egentligen "på grund av färgen på hennes hud och på grund av att hon är Muslim". Domstolen fann Forsyth skyldig till valfusk. The Guardian kommenterade att "Oseriöst klagomål har blivit raison d 'être i Oxford Union", och därefter har valbestämmelserna i Unionen har ändrats, så att andra inte skulle falla offer för samma problem. The Mail on Sunday, som kallas slaget för "en av de smutsigaste politiska klipp de heliga fyrhörningarna av Oxford University har någonsin sett" och frågade "Kommer denna asiatiska tjej bli nästa Maggie?"

## Privatliv
Den 29 augusti 2014 skrev Bashir en artikel i The Guardian där hon berättade sin historia som en överlevare av sexuella övergrepp. Bashirs artikel publicerades i ljuset av utredningarna 2014 av sexuella övergrepp mot 1 400 barn i Rotherham, i England mellan 1997 och 2013. Bashir hänvisade till rapporteringarna av misshandel och övergrepp i det brittisk-pakistanska samhället och tabun kring den skam som vidmakthållit dem. Hon uppmanar samhället att ge brottsoffer det stöd de behöver för att våga komma fram och ställa förövarna inför rätta.